# 長吉村
長吉村（ながよしむら）は、大阪府中河内郡にあった村。現在の大阪市平野区長吉各町にあたる。

## 地理
- 河川：大和川

## 歴史
- 1889年（明治22年）4月1日 - 町村制の施行により、丹北郡長原村、六反村、出戸村、川辺村の区域をもって発足。
- 1896年（明治29年）4月1日 - 所属郡が中河内郡に変更。
- 1955年（昭和30年）4月3日 - 大阪市に編入され、東住吉区の一部となる。同日長吉村廃止。
- 1974年（昭和49年）7月22日 - 分区により、旧村域が平野区の一部となる。

## 交通

### 鉄道路線
現在は旧村域にOsaka Metro谷町線の長原駅が所在するが、当時は未開業。

### 道路
現在は旧村域に近畿自動車道が通り、長原インターチェンジが所在するが、当時は未開通。

## 名所・旧跡・観光スポット・祭事・催事
- 長原古墳群

## 出身有名人
- 笑福亭鶴瓶（落語家、タレント）
- 笑福亭鶴光（落語家、タレント）